# People, Hell and Angels
People, Hell and Angels je posmrtné album amerického kytaristy Jimiho Hendrixe, vydané v březnu 2013 u vydavatelství Legacy Recordings. Jeho nahrávání probíhalo v různých obdobích od března 1968 do srpna 1970 ve studiích Record Plant Studios, Hit Factory, Sound Centre a Electric Lady Studios v New Yorku.

## Seznam skladeb
Všechny skladby napsal Jimi Hendrix, mimo uvedených výjimek.
| Pořadí         | Název                    | Autor                      | Délka |
| -------------- | ------------------------ | -------------------------- | ----- |
| 1.             | Earth Blues              |                            | 3:33  |
| 2.             | Somewhere                |                            | 4:05  |
| 3.             | Hear My Train a Comin'   |                            | 5:41  |
| 4.             | Bleeding Heart           | Elmore James               | 3:58  |
| 5.             | Let Me Move You          |                            | 6:50  |
| 6.             | Izabella                 |                            | 3:42  |
| 7.             | Easy Blues               |                            | 5:57  |
| 8.             | Crash Landing            |                            | 4:14  |
| 9.             | Inside Out               |                            | 5:03  |
| 10.            | Hey Gypsy Boy            |                            | 3:39  |
| 11.            | Mojo Man                 | Albert Allen, Arthur Allen | 4:07  |
| 12.            | Villanova Junction Blues |                            | 1:44  |
| Celková délka: | Celková délka:           | Celková délka:             | 53:02 |

## Obsazení
- Jimi Hendrix – kytary, zpěv, baskytara (9)
- Billy Cox – baskytara (1, 3, 4, 6, 7, 8)
- Buddy Miles – bicí (1, 2, 3, 4, 5, 10)
- Mitch Mitchell – bicí (6, 7, 9)
- Juma Sultan – konga (3, 4, 6, 7, 12)
- Larry Lee – kytara (6, 7)
- Jerry Velez – konga (6, 7)
- Stephen Stills – baskytara (2)
- Lonnie Youngblood – saxofon, zpěv (5)
- Rocky Isaac – bicí (8)
- Al Marks – perkuse (8)
- Albert Allen – zpěv (11)
- Jame Booker – klavír (11)
- Gerry Sack – triangl, zpěv (6)